# Saint-Saturnin (Sarthe)
Pour les articles homonymes, voir Saint-Saturnin.
Saint-Saturnin est une commune française, située dans le département de la Sarthe en région Pays de la Loire, peuplée de 2 773 habitants (les Saint-Sanyens).
La commune fait partie de la province historique du Maine, et se situe dans le Haut-Maine (Maine roux).

## Géographie

### Communes limitrophes
| La Milesse | La Bazoge               | Neuville-sur-Sarthe |
| La Milesse | Saint Saturnin          | Neuville-sur-Sarthe |
| La Milesse | La Chapelle-Saint-Aubin | Saint-Pavace        |

### Voies de communication et transports
La commune est desservie par la ligne de bus urbain n° 20 du réseau de la SETRAM de la communauté urbaine du Mans Métropole.

### Climat
Pour des articles plus généraux, voir Climat des Pays de la Loire et Climat de la Sarthe.
En 2010, le climat de la commune est de type climat océanique dégradé des plaines du Centre et du Nord, selon une étude du CNRS s'appuyant sur une série de données couvrant la période 1971-2000. En 2020, Météo-France publie une typologie des climats de la France métropolitaine dans laquelle la commune est dans une zone de transition entre le climat océanique et le climat océanique altéré et est dans la région climatique  Moyenne vallée de la Loire, caractérisée par une bonne insolation (1 850 h/an) et un été peu pluvieux. 
Pour la période 1971-2000, la température annuelle moyenne est de 11,1 °C, avec une amplitude thermique annuelle de 14,2 °C. Le cumul annuel moyen de précipitations est de 715 mm, avec 11,6 jours de précipitations en janvier et 7 jours en juillet. Pour la période 1991-2020, la température moyenne annuelle observée sur la station météorologique de Météo-France la plus proche, sur la commune du Mans à 7 km à vol d'oiseau, est de 12,4 °C et le cumul annuel moyen de précipitations est de 693,4 mm,. Pour l'avenir, les paramètres climatiques de la commune estimés pour 2050 selon différents scénarios d'émission de gaz à effet de serre sont consultables sur un site dédié publié par Météo-France en novembre 2022.

## Urbanisme

### Typologie
Au 1er janvier 2024, Saint-Saturnin est catégorisée petite ville, selon la nouvelle grille communale de densité à sept niveaux définie par l'Insee en 2022.
Elle appartient à l'unité urbaine du Mans, une agglomération intra-départementale regroupant 19  communes, dont elle est une commune de la banlieue,,. Par ailleurs la commune fait partie de l'aire d'attraction du Mans, dont elle est une commune de la couronne,. Cette aire, qui regroupe 144 communes, est catégorisée dans les aires de 200 000 à moins de 700 000 habitants,.

### Occupation des sols
L'occupation des sols de la commune, telle qu'elle ressort de la base de données européenne d’occupation biophysique des sols Corine Land Cover (CLC), est marquée par l'importance des territoires agricoles (63,3 % en 2018), en diminution par rapport à 1990 (80 %). La répartition détaillée en 2018 est la suivante : 
terres arables (35,3 %), prairies (24,9 %), zones industrielles ou commerciales et réseaux de communication (17,5 %), zones urbanisées (15,3 %), forêts (3,8 %), zones agricoles hétérogènes (3,1 %). L'évolution de l’occupation des sols de la commune et de ses infrastructures peut être observée sur les différentes représentations cartographiques du territoire : la carte de Cassini (XVIIIe siècle), la carte d'état-major (1820-1866) et les cartes ou photos aériennes de l'IGN pour la période actuelle (1950 à aujourd'hui).

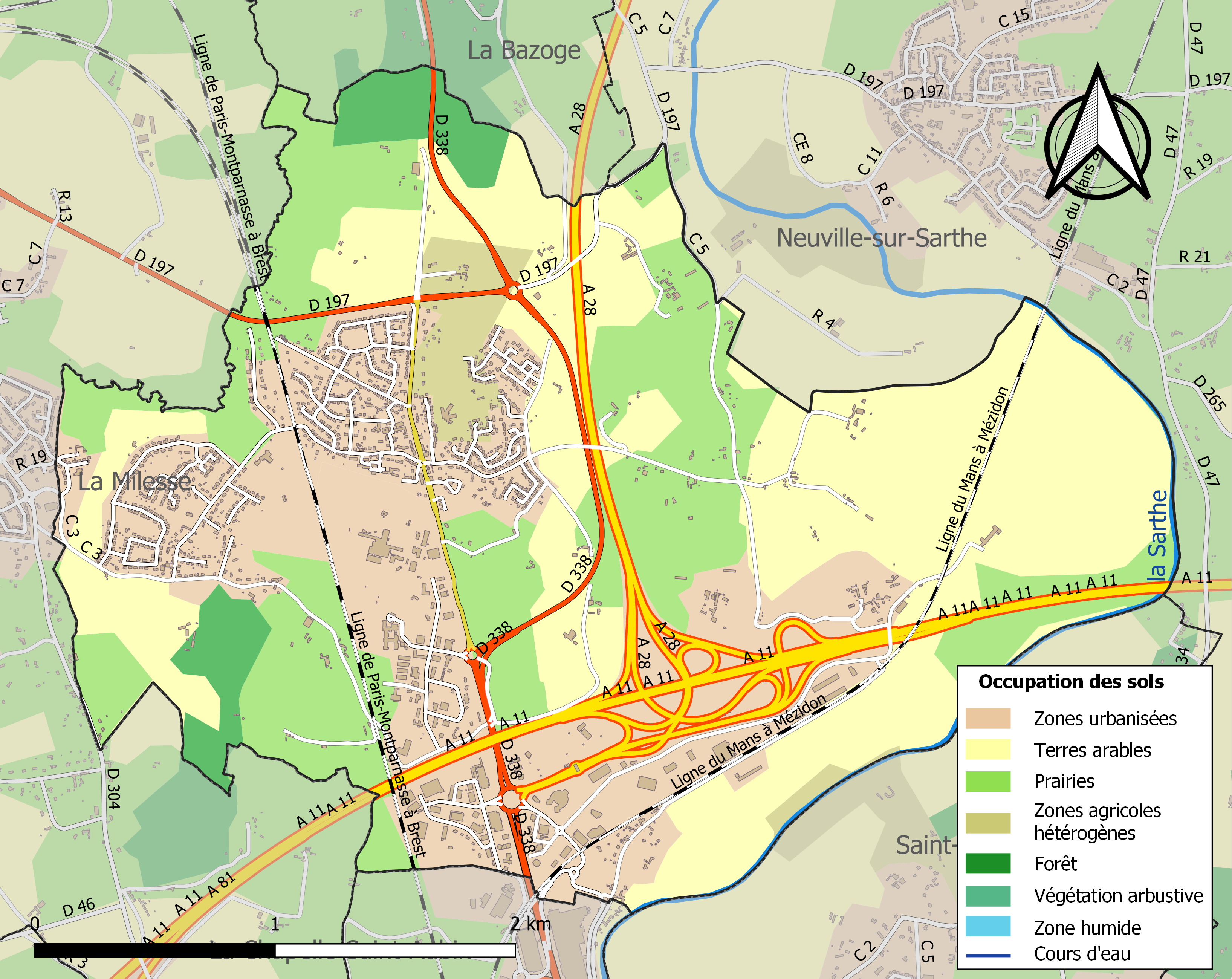
Carte des infrastructures et de l'occupation des sols de la commune en 2018 (CLC).

## Toponymie
Le toponyme est attesté sous la forme parrochia S. Saturnini en 1243. La paroisse était dédiée à Saturnin, premier évêque de Toulouse au IIIe siècle.

## Héraldique
| Blason de Saint-Saturnin | Blason  | Parti émanché d'un flanc à l'autre de trois pièces et une demie d'or mouvant du flanc dextre et d'une demie et trois de gueules mouvant du flanc senestre. |
| Blason de Saint-Saturnin | Détails | Le statut officiel du blason reste à déterminer. |

## Politique et administration
| Période                                  | Période                   | Identité         | Étiquette       | Qualité |
| ---------------------------------------- | ------------------------- | ---------------- | --------------- | --- |
| 1892                                     | 1898                      | M. Brault        |                 | |
| 1900                                     | 1930                      | Ernest Fouché    | Action libérale | Président de société, député de la Sarthe (1902-1906 et (1919-1924)                                                                                   |
| 1930                                     | 1960                      | Louis Fouché     | Action libérale | |
| Les données manquantes sont à compléter. |                           |                  |                 | |
| ca. 1956                                 |                           | M. Boucher       |                 | |
| ca. 1967                                 |                           | M. Bazille       |                 | |
| mars 1971                                | novembre 1977 (démission) | Marcel Bodereau  |                 | Retraité |
| novembre 1977                            | mars 2008                 | Guy-Marie Gallet | SE              | Économiste de la santé, administrateur hospitalier, dirigeant d'organisme de protection sociale, consultant international, administrateur de sociétés |
| mars 2008                                | mars 2014                 | Bruno Jannin     | DVD             | Inspecteur de l'Éducation nationale |
| mars 2014                                | En cours                  | Yvan Goulette    | DVD             | Cadre d'entreprise |
| Les données manquantes sont à compléter. |                           |                  |                 | |

Le conseil municipal est composé de vingt-trois membres dont le maire et six adjoints.

## Démographie
L'évolution du nombre d'habitants est connue à travers les recensements de la population effectués dans la commune depuis 1793. Pour les communes de moins de 10 000 habitants, une enquête de recensement portant sur toute la population est réalisée tous les cinq ans, les populations de référence des années intermédiaires étant quant à elles estimées par interpolation ou extrapolation. Pour la commune, le premier recensement exhaustif entrant dans le cadre du nouveau dispositif a été réalisé en 2004.
En 2022, la commune comptait 2 773 habitants, en évolution de +10,48 % par rapport à 2016 (Sarthe : −0,25 %, France hors Mayotte : +2,11 %).
Devenue périurbaine du Mans, la commune a vu sa population quadrupler en quarante ans à partir des années 1960.
| 1793 | 1800 | 1806 | 1821 | 1831 | 1836 | 1841 | 1846 | 1851 |
| ---- | ---- | ---- | ---- | ---- | ---- | ---- | ---- | ---- |
| 435  | 484  | 508  | 664  | 573  | 606  | 599  | 586  | 592  |

| 1856 | 1861 | 1866 | 1872 | 1876 | 1881 | 1886 | 1891 | 1896 |
| ---- | ---- | ---- | ---- | ---- | ---- | ---- | ---- | ---- |
| 578  | 555  | 565  | 562  | 519  | 509  | 521  | 505  | 467  |

| 1901 | 1906 | 1911 | 1921 | 1926 | 1931 | 1936 | 1946 | 1954 |
| ---- | ---- | ---- | ---- | ---- | ---- | ---- | ---- | ---- |
| 450  | 486  | 480  | 403  | 423  | 428  | 404  | 418  | 480  |

| 1962 | 1968 | 1975 | 1982  | 1990  | 1999  | 2004  | 2006  | 2009  |
| ---- | ---- | ---- | ----- | ----- | ----- | ----- | ----- | ----- |
| 497  | 592  | 849  | 1 206 | 1 697 | 1 995 | 2 230 | 2 236 | 2 341 |

| 2014  | 2019  | 2022  | - | - | - | - | - | - |
| ----- | ----- | ----- | - | - | - | - | - | - |
| 2 453 | 2 590 | 2 773 | - | - | - | - | - | - |

## Lieux et monuments
- Chapelle des Étrichets, des XIVe et XVIIe siècles. Elle fait l'objet d'une inscription au titre des Monuments historiques depuis le 7 septembre 1978[25].
- Église Saint-Saturnin. Une Vierge à l'Enfant et les fonts baptismaux sont classés à titre d'objets[26].

## Activité et manifestations

### Sports
Le Club omnisports de Saint-Saturnin-Arche fait évoluer une équipe de football en ligue du Maine et deux autres en divisions de district.

### Manifestations
Depuis 2001, à l'occasion des 24 Heures du Mans, l'association Saint-Saturnin Classic British Welcome propose une exposition et un défilé de voitures de collections.

## Personnalités liées
- Ernest Fouché (1858-1930), député de la Sarthe, maire de Saint-Saturnin.